# Barbastella darjelingensis
Barbastella darjelingensis és una espècie de ratpenat de la família dels vespertiliònids. Viu al Caucas. El seu hàbitat natural són coves, esquerdes i mines. No hi ha amenaces significatives per a la supervivència d'aquesta espècie.